# Communauté de communes de la Région de Pons
La Communauté de communes de la Région de Pons est une ancienne communauté de communes française, située dans le département de la Charente-Maritime et la région Poitou-Charentes.

## Historique
- 31 décembre 2013 : dissolution de la communauté de communes ; les communes membres rejoignent la communauté de communes de la Haute-Saintonge.
- 1er janvier 2013 : Retrait de la commune de Montils qui rejoint la Communauté d'agglomération de Saintes[1]
- 31 décembre 2001 : modification des statuts et extension du périmètre de la communauté de communes
- 4 décembre 1996 : modification de la composition de la communauté de communes
- 30 décembre 1993 : création de la communauté de communes
- 21 décembre 1993 : détermination du périmètre de la communauté de communes

## Composition communale
Lors de sa dissolution, la communauté de communes de la Région de Pons comptait 9 communes relevant toutes du canton de Pons qui en compte 19 :
Liste des neuf communes au 1er janvier 2013 (par ordre alphabétique et population municipale au recensement de 2010)
| Code INSEE | Commune               | Maire                  | Population | Superficie | Densité      | Délégués |
| ---------- | --------------------- | ---------------------- | ---------- | ---------- | ------------ | -------- |
| 17039      | Belluire              | Jean Jacques Dessaivre | 218 hab.   | 4,50 km2   | 48 hab./km2  |          |
| 17047      | Biron                 | Francis Boucheron      | 234 hab.   | 8,71 km2   | 27 hab./km2  |          |
| 17069      | Brives-sur-Charente   | Philippe Guillot       | 230 hab.   | 5,94 km2   | 39 hab./km2  |          |
| 17122      | Coulonges             | Bernard Archambeaud    | 231 hab.   | 9,16 km2   | 25 hab./km2  |          |
| 17227      | Mazerolles            | Jean-Jacques Élie      | 261 hab.   | 5,23 km2   | 50 hab./km2  |          |
| 17273      | Pérignac              | Christian Dugué        | 1050 hab.  | 28,20 km2  | 37 hab./km2  |          |
| 17283      | Pons                  | Henri Méjean           | 4 333 hab. | 27,63 km2  | 157 hab./km2 |          |
| 17354      | Saint-Léger           | Michel Geneau          | 602 hab.   | 15,88 km2  | 38 hab./km2  |          |
| 17418      | Salignac-sur-Charente | Maurice Desbourdes     | 622 hab.   | 10,22 km2  | 61 hab./km2  |          |
|            |                       |                        | 7 707 hab. | 114,83 km2 | 67 hab./km2  |          |

## Quelques données statistiques
- Superficie : 114,83 km2 (soit 1,67 % de la superficie du département de la Charente-Maritime}.

Cette structure intercommunale est depuis 2013 la deuxième plus petite du département par sa superficie, se situant juste avant la communauté de communes de l'Île-de-Ré (85,32 km2) qui est la plus petite des intercommunalités de la Charente-Maritime.
- Population en 2010: 7 707 habitants (soit 1,24 % de la population de la Charente-Maritime}.

- Densité de population en 2010 : 67 hab/km2 (Charente-Maritime : 91 hab/km2 ; arrondissement de Saintes : 81 hab/km2).

- Évolution démographique annuelle entre 1999 et 2006 : + 0,58 % ; Charente-Maritime : + 1,07 %}.
- Évolution démographique annuelle entre 1990 et 1999 : + 0,16 % ; Charente-Maritime : + 0,61 %}.

- Une commune de plus de 2 000 habitants : Pons.
- Pas de ville de plus de 15 000 habitants.

## Compétences
- Aménagement de l'espace
  - Schéma de cohérence territoriale (SCOT) (à titre obligatoire)
  - Schéma de secteur (à titre obligatoire)
- Autres
  - Gestion de personnel (policiers-municipaux et garde-champêtre…) (à titre facultatif)
  - Gestion d'un centre de secours (à titre facultatif)
- Développement et aménagement économique
  - Action de développement économique (Soutien des activités industrielles, commerciales ou de l'emploi, soutien des activités agricoles et forestières…) (à titre obligatoire)
  - Création, aménagement, entretien et gestion de zone d'activités industrielle, commerciale, tertiaire, artisanale ou touristique (à titre obligatoire)
  - Création, aménagement, entretien et gestion de zone d'activités portuaire ou aéroportuaire (à titre obligatoire)
  - Tourisme (à titre obligatoire)
- Développement et aménagement social et culturel
  - Activités culturelles ou socioculturelles (à titre facultatif)
  - Activités périscolaires (à titre facultatif)
  - Activités sportives (à titre facultatif)
  - Construction ou aménagement, entretien, gestion d'équipements ou d'établissements culturels, socioculturels, socioéducatifs, sportifs (à titre optionnel)
  - Transport scolaire (à titre facultatif)
- Environnement
  - Collecte et traitement des déchets des ménages et déchets assimilés (à titre optionnel)
  - Lutte contre les nuisances sonores (à titre facultatif)
  - Politique du cadre de vie (à titre optionnel)
  - Protection et mise en valeur de l'environnement (à titre optionnel)
  - Qualité de l'air (à titre facultatif)
- Logement et habitat - Programme local de l'habitat (à titre optionnel)
- Sanitaires et social - Action sociale (à titre optionnel)

## Évolution de l’intercommunalité
Dans le cadre de la réforme territoriale des intercommunalités, celle de la Région de Pons est appelée à disparaître pour se fondre dans la grande Communauté de communes de la Haute-Saintonge en 2014.
La Communauté de Communes de la Région de Pons était au centre de toutes les discussions durant l'été 2011, concernant sa volonté de fusion avec la grande Communauté de communes de la Haute-Saintonge, présidée par Claude Belot, sénateur et maire de Jonzac. Sur les 123 communes adhérentes à la CdC Haute Saintonge, 109 communes sont pour la fusion soit 89 % contre 14 communes qui sont contre soit 11 %. « Logiquement, si l'affaire suit son cours, début 2013 il y aura création, par fusion exclusivement, de la grande CdC de Haute Saintonge avec celle de Pons » indique le sénateur maire de Jonzac, Claude Belot, dans le journal local Sud-Ouest.
Par ailleurs, les administrés de la Communauté de Communes de la Région de Pons se posent beaucoup de questions concernant la fiscalité qui est moindre dans leur territoire contrairement à leurS voisins Haut-Saintongeais. 
Rappelons la fiscalité actuelle de la CdC Haute Saintonge :
- le foncier bâti à 5,44 % ;
- le non bâti à 4,79 % ;
- la taxe d'habitation à 5,97 % ;
- la taxe d'enlèvement des ordures ménagères à 7,48 %.